# Пси Большой Медведицы
Пси Большой Медведицы (лат. Psi Ursae Majoris, ψ Ursae Majoris, ψ UMa) — звезда в северном созвездии Большой Медведицы. Обладает видимой звёздной величиной +3,01, при этом звезда видна невооружённым глазом и является одной из наиболее ярких звёзд созвездия. Измерения параллакса дают оценку расстояния 144,5 светового года (44,3 парсека) от Солнца. Это довольно близкое расстояние, поэтому блеск звезды ослабляется только приблизительно на 0,05 звёздной величины вследствие межзвёздной экстинкции. В китайской астрономии звезда имеет название Tien Tsan или Ta Tsun, «Очень почётная». Название, возможно, произошло от слова 太尊, пиньинь: Tàizūn, что означает Королевская, поскольку звезда очень заметная.
Спектр звезды соответствует спектральному классу K1 III, класс светимости 'III' означает, что звезда является гигантом, исчерпавшим запас водорода в ядре. Следовательно, звезда расширилась до 20 радиусов Солнца. Светимость в 148 превышает солнечную, внешняя атмосфера имеет эффективную температуру 4520 K При такой температуре звезда имеет оранжевый цвет поверхности..
Пси Большой Медведицы является представителем населения тонкого диска Млечного Пути. Находится на орбите с маленьким эксцентриситетом 0,02, вследствие чего расстояние от звезды до центра Галактики меняется от 26,5 до 27,8 тысячи световых лет. Малый наклон орбиты означает, что звезда удаляется всего на 130 световых лет от плоскости Галактики.